# Morti nel 1950

## Gennaio(74)
- 1º gennaio - Alfred C. Abadie, attore, sceneggiatore e produttore cinematografico statunitense (n. 1878)
- 1º gennaio - Tom Patricola, chitarrista, comico e ballerino statunitense (n. 1891)
- 2 gennaio - Umberto Bucci, ammiraglio e politico italiano (n. 1877)
- 2 gennaio - John Fitzgerald, politico statunitense (n. 1863)
- 2 gennaio - Giovanni Paneroni, scrittore italiano (n. 1871)
- 3 gennaio - Pietro Belletti, generale italiano (n. 1884)
- 3 gennaio - Emil Jannings, attore tedesco (n. 1884)
- 3 gennaio - Alberto Ohaco, calciatore argentino (n. 1889)
- 4 gennaio - Frances Margaret Irby, nobildonna inglese (n. 1884)
- 4 gennaio - Salvatore Pagano, generale italiano (n. 1875)
- 4 gennaio - Hans Walther, ammiraglio tedesco (n. 1883)
- 5 gennaio - John Rabe, imprenditore tedesco (n. 1882)
- 6 gennaio - William A. Brady, imprenditore, impresario teatrale e produttore cinematografico statunitense (n. 1863)
- 6 gennaio - Alfredo Garasini, calciatore argentino (n. 1897)
- 7 gennaio - Monty Banks, attore, regista e produttore cinematografico italiano (n. 1897)
- 7 gennaio - Giuseppe di Borbone-Parma, nobile italiano (n. 1875)
- 7 gennaio - Alfonso Daniel Rodríguez Castelao, scrittore, saggista e medico spagnolo (n. 1886)
- 7 gennaio - Nathaniel Reed, criminale e pistolero statunitense (n. 1862)
- 7 gennaio - Francisco Villota, giocatore di palla basca spagnolo (n. 1873)
- 8 gennaio - László Cseh, calciatore ungherese (n. 1910)
- 8 gennaio - Joseph Schumpeter, economista austriaco (n. 1883)
- 9 gennaio - Robert Collier, saggista statunitense (n. 1885)
- 9 gennaio - Arthur Maude, attore, regista e sceneggiatore inglese (n. 1880)
- 9 gennaio - Kastor Notter, ciclista su strada e ciclocrossista svizzero (n. 1906)
- 10 gennaio - Jaroslav Kvapil, poeta, drammaturgo e librettista ceco (n. 1868)
- 10 gennaio - Francesco Todaro, agronomo e politico italiano (n. 1864)
- 11 gennaio - Kenneth Huszagh, nuotatore statunitense (n. 1891)
- 11 gennaio - Karin Michaëlis, scrittrice e giornalista danese (n. 1872)
- 12 gennaio - Pedro Calomino, calciatore argentino (n. 1892)
- 12 gennaio - James Colescott, attivista statunitense (n. 1897)
- 12 gennaio - Petre Dumitrescu, generale rumeno (n. 1882)
- 12 gennaio - John M. Stahl, regista e produttore cinematografico statunitense (n. 1886)
- 13 gennaio - Geremia Re, pittore italiano (n. 1894)
- 13 gennaio - Dimitrios Semsis, violinista, cantante e compositore greco (n. 1883)
- 14 gennaio - Sherman Bainbridge, attore statunitense (n. 1880)
- 14 gennaio - Alma Karlin, scrittrice e giornalista slovena (n. 1889)
- 14 gennaio - Gaetano Magnanini, chimico italiano (n. 1866)
- 15 gennaio - Henry Arnold, generale statunitense (n. 1886)
- 15 gennaio - Tommy Cook, calciatore, allenatore di calcio e crickettista inglese (n. 1901)
- 15 gennaio - George Livingstone, calciatore e allenatore di calcio scozzese (n. 1876)
- 16 gennaio - Gustav Krupp von Bohlen und Halbach, diplomatico e imprenditore tedesco (n. 1870)
- 17 gennaio - Henry Justin Allen, politico statunitense (n. 1868)
- 17 gennaio - Carlo Veneziani, commediografo e sceneggiatore italiano (n. 1882)
- 18 gennaio - Hans-Wolfgang Reinhard, generale tedesco (n. 1888)
- 18 gennaio - Horace Rice, tennista australiano (n. 1872)
- 18 gennaio - André Sainte-Laguë, matematico francese (n. 1882)
- 18 gennaio - Alfonso Camillo De Romanis, vescovo cattolico italiano (n. 1885)
- 19 gennaio - Thomas Coggins, calciatore, arbitro di calcio e allenatore di calcio inglese (n. 1879)
- 20 gennaio - Antonio Vela, canottiere spagnolo (n. 1872)
- 21 gennaio - Achille Fould, bobbista francese (n. 1919)
- 21 gennaio - George Orwell, scrittore, giornalista e saggista britannico (n. 1903)
- 21 gennaio - Gaetano Pitta, scrittore e giornalista italiano (n. 1857)
- 22 gennaio - Alan Hale, attore e regista statunitense (n. 1892)
- 22 gennaio - Corinne Luchaire, attrice francese (n. 1921)
- 23 gennaio - Vasil Kolarov, politico bulgaro (n. 1877)
- 24 gennaio - Luigi Montagna, wrestler, pugile e attore italiano (n. 1887)
- 25 gennaio - Giuseppe Grassi, politico, avvocato e saggista italiano (n. 1883)
- 25 gennaio - Fred Koenig, lottatore statunitense (n. 1871)
- 25 gennaio - Dino Perrone Compagni, prefetto e politico italiano (n. 1879)
- 25 gennaio - Giuseppe Tarantino, filosofo italiano (n. 1857)
- 26 gennaio - Ettorina Mazzucchelli, ballerina e coreografa italiana (n. 1893)
- 27 gennaio - Joseph Capgras, psichiatra francese (n. 1873)
- 27 gennaio - Tullio Giordana, scrittore, giornalista e avvocato italiano (n. 1877)
- 27 gennaio - Henri François Pittier, botanico e geografo svizzero (n. 1857)
- 28 gennaio - Sandro Baganzani, poeta, giornalista e insegnante italiano (n. 1889)
- 28 gennaio - Rockliffe Fellowes, attore canadese (n. 1884)
- 28 gennaio - Aimé Fritz, pistard statunitense (n. 1884)
- 28 gennaio - Nikolaj Nikolaevič Luzin, matematico russo (n. 1883)
- 28 gennaio - Werner Mummert, generale tedesco (n. 1897)
- 28 gennaio - Yosef Yitzchok Schneersohn, filosofo, mistico e rabbino russo (n. 1880)
- 28 gennaio - John Taintor Foote, scrittore, commediografo e sceneggiatore statunitense (n. 1881)
- 29 gennaio - Giuseppe Piantoni, direttore di banda e compositore italiano (n. 1890)
- 29 gennaio - Ahmad I al-Jabir Al Sabah, sovrano kuwaitiano (n. 1885)
- 30 gennaio - Camillo Crema, geologo, paleontologo e sismologo italiano (n. 1869)

## Febbraio(54)
- 1º febbraio - Viktor Müller, calciatore austriaco (n. 1886)
- 1º febbraio - Pierre Prüm, politico lussemburghese (n. 1886)
- 1º febbraio - Giulio Emanuele Rizzo, archeologo italiano (n. 1865)
- 2 febbraio - Constantin Carathéodory, matematico greco (n. 1873)
- 3 febbraio - Veronica Briguglio, religiosa italiana (n. 1870)
- 3 febbraio - Aristide Garbini, attore italiano (n. 1890)
- 3 febbraio - Karl Seitz, politico e insegnante austriaco (n. 1869)
- 4 febbraio - Erik Bergvall, pallanuotista, dirigente sportivo e giornalista svedese (n. 1880)
- 5 febbraio - Pavel Pavlovič Muratov, scrittore e storico dell'arte russo (n. 1881)
- 5 febbraio - Raul De Luzenberger, politico italiano (n. 1895)
- 6 febbraio - John C. Lodge, politico statunitense (n. 1862)
- 7 febbraio - Sebastián Chiola, attore argentino (n. 1902)
- 7 febbraio - Giuseppe Polvara, presbitero, architetto e pittore italiano (n. 1884)
- 7 febbraio - Bonifatius Sauer, vescovo cattolico, abate e missionario tedesco (n. 1877)
- 7 febbraio - Settimio Zimarino, religioso e compositore italiano (n. 1885)
- 8 febbraio - Anne Brigman, fotografa e poetessa statunitense (n. 1869)
- 8 febbraio - Benvenuto Donati, filosofo italiano (n. 1883)
- 8 febbraio - Arthur Kampf, pittore tedesco (n. 1864)
- 9 febbraio - Abdul Qadir, giornalista e islamista pakistano (n. 1874)
- 9 febbraio - Adolf Piotr Szelążek, vescovo cattolico polacco (n. 1865)
- 10 febbraio - Peleo Bacci, critico d'arte italiano (n. 1869)
- 10 febbraio - Joseph Charles, tennista statunitense (n. 1868)
- 10 febbraio - Marcel Mauss, antropologo, sociologo e storico delle religioni francese (n. 1872)
- 10 febbraio - W. H. D. Rouse, docente, grecista e latinista britannico (n. 1863)
- 11 febbraio - Kiki Cuyler, giocatore di baseball statunitense (n. 1898)
- 12 febbraio - Dirk Coster, fisico e chimico olandese (n. 1889)
- 12 febbraio - Karl Szoldatics, calciatore austriaco (n. 1906)
- 13 febbraio - Alfred Mitchell-Innes, economista, diplomatico e scrittore britannico (n. 1864)
- 13 febbraio - Rafael Sabatini, scrittore italiano (n. 1875)
- 14 febbraio - Karl Guthe Jansky, fisico statunitense (n. 1905)
- 14 febbraio - Anselmo Filippo Pecci, arcivescovo cattolico italiano (n. 1868)
- 15 febbraio - Pedro Parages, calciatore, allenatore di calcio e dirigente sportivo francese (n. 1883)
- 16 febbraio - Vieri Arnaldo Goetzlof, calciatore, allenatore di calcio e arbitro di calcio italiano (n. 1883)
- 16 febbraio - Aldo Mieli, storico della scienza e attivista italiano (n. 1879)
- 17 febbraio - Santiago Casares Quiroga, politico spagnolo (n. 1884)
- 17 febbraio - Albert MacQuarrie, attore statunitense (n. 1882)
- 18 febbraio - Riccardo Nowak, schermidore italiano (n. 1879)
- 21 febbraio - Samuel Day, calciatore inglese (n. 1878)
- 21 febbraio - Frederick Keeping, pistard britannico (n. 1867)
- 21 febbraio - Gerhard Kowalewski, matematico tedesco (n. 1876)
- 21 febbraio - Henri Le Floch, presbitero francese (n. 1862)
- 21 febbraio - Giovanni Battista Pera, politico italiano (n. 1899)
- 22 febbraio - Rodolfo Fredi, liutaio italiano (n. 1861)
- 22 febbraio - Dick Sigmond, calciatore olandese (n. 1897)
- 24 febbraio - Irving Bacheller, giornalista e scrittore statunitense (n. 1859)
- 24 febbraio - Luigi Cammarata, vescovo cattolico italiano (n. 1885)
- 25 febbraio - George Richards Minot, medico statunitense (n. 1885)
- 25 febbraio - Joseph Stadler, altista e triplista statunitense (n. 1880)
- 25 febbraio - Josef Toufar, presbitero ceco (n. 1902)
- 26 febbraio - Gábor Szabó, calciatore ungherese (n. 1902)
- 27 febbraio - Yvan Goll, scrittore, poeta e drammaturgo francese (n. 1891)
- 27 febbraio - Battiscombe Gunn, egittologo e filologo inglese (n. 1883)
- 27 febbraio - Adolfo I di Schwarzenberg, nobile, imprenditore e filantropo boemo (n. 1890)
- 28 febbraio - Tommaso Costantino, schermidore italiano (n. 1885)

## Marzo(74)
- 1º marzo - Martin A. Couney, fisico statunitense (n. 1870)
- 1º marzo - Alfred Korzybski, ingegnere, filosofo e matematico polacco (n. 1879)
- 2 marzo - Sofia Cacherano di Bricherasio, pittrice e filantropa italiana (n. 1867)
- 2 marzo - George Hively, montatore e sceneggiatore statunitense (n. 1889)
- 3 marzo - Gerald Kitson, generale britannico (n. 1856)
- 3 marzo - Eugen Klöpfer, attore tedesco (n. 1886)
- 4 marzo - Johanne Dybwad, attrice teatrale e produttrice teatrale norvegese (n. 1867)
- 4 marzo - Pablo González Garza, generale e politico messicano (n. 1879)
- 4 marzo - Adam Rainer, showman austriaco (n. 1899)
- 4 marzo - Rogelio Yrurtia, scultore argentino (n. 1879)
- 5 marzo - Sid Grauman, imprenditore e attore statunitense (n. 1879)
- 5 marzo - Robert King, calciatore inglese (n. 1862)
- 5 marzo - Edgar Lee Masters, poeta, scrittore e avvocato statunitense (n. 1868)
- 5 marzo - Jean Sauvaget, orientalista e storico francese (n. 1901)
- 5 marzo - Roman Šuchevyč, militare ucraino (n. 1907)
- 6 marzo - Albert Lebrun, politico francese (n. 1871)
- 6 marzo - Filippo Mezzi, avvocato, dirigente d'azienda e politico italiano (n. 1857)
- 6 marzo - Vladimir Petrovič Vetčinkin, scienziato sovietico (n. 1888)
- 7 marzo - Angelo Abisso, avvocato, magistrato e politico italiano (n. 1883)
- 7 marzo - Gaspare Bergonzoli, medico italiano (n. 1867)
- 8 marzo - Jaroslav Kocian, violinista, compositore e insegnante cecoslovacco (n. 1883)
- 8 marzo - Hans Müller-Einigen, scrittore, commediografo e librettista austriaco (n. 1882)
- 10 marzo - Marguerite De La Motte, attrice statunitense (n. 1902)
- 10 marzo - Gabriel Delmotte, ingegnere, politico e imprenditore francese (n. 1876)
- 10 marzo - Arthur Seward, pugile statunitense (n. 1876)
- 10 marzo - George Lorenzo Zundel, micologo statunitense (n. 1885)
- 11 marzo - Arthur Jeffrey Dempster, fisico statunitense (n. 1886)
- 11 marzo - Heinrich Mann, scrittore tedesco (n. 1871)
- 12 marzo - Enrico Fossa Mancini, geologo italiano (n. 1884)
- 15 marzo - Frank Floyd, pugile statunitense (n. 1878)
- 15 marzo - Alice Stone Blackwell, attivista e editrice statunitense (n. 1857)
- 16 marzo - André Cresson, filosofo francese (n. 1869)
- 16 marzo - Grigorij Petrovič Maksimov, anarchico russo (n. 1893)
- 16 marzo - Emanuele Stablum, medico e religioso italiano (n. 1895)
- 17 marzo - Attilio Gallo Cristiani, storico, pubblicista e scrittore italiano (n. 1885)
- 17 marzo - Adolf Meyer, psichiatra svizzero (n. 1866)
- 19 marzo - Sigfús Blöndal, scrittore islandese (n. 1874)
- 19 marzo - John Brandt, golfista statunitense (n. 1883)
- 19 marzo - Edgar Rice Burroughs, scrittore statunitense (n. 1875)
- 19 marzo - Walter Norman Haworth, chimico britannico (n. 1883)
- 19 marzo - Alexandru Vaida-Voevod, politico rumeno (n. 1872)
- 20 marzo - Ali Sait Akbaytogan, generale turco (n. 1872)
- 20 marzo - Lionel Banks, scenografo statunitense (n. 1901)
- 20 marzo - Abel Lafouge, calciatore francese (n. 1895)
- 20 marzo - Milton Steinberg, rabbino, teologo e filosofo statunitense (n. 1903)
- 20 marzo - Frederick Twort, batteriologo inglese (n. 1877)
- 21 marzo - Antonio Bareggi, politico italiano (n. 1901)
- 21 marzo - Lottie Briscoe, attrice e attrice teatrale statunitense (n. 1883)
- 21 marzo - Ralph Church, politico statunitense (n. 1883)
- 22 marzo - Erwin Baum, politico tedesco (n. 1868)
- 22 marzo - Arthur Hopkins, regista, produttore teatrale e sceneggiatore statunitense (n. 1878)
- 22 marzo - Emmanuel Mounier, filosofo francese (n. 1905)
- 22 marzo - Raffaele Viviani, attore, commediografo e compositore italiano (n. 1888)
- 23 marzo - Luigi Basso, politico italiano (n. 1862)
- 23 marzo - Clement Cazalet, tennista britannico (n. 1869)
- 24 marzo - Maria Barbella, assassina italiana (n. 1868)
- 24 marzo - Agostino Bassino, avvocato e politico italiano (n. 1874)
- 24 marzo - Piero Gribaudi, geografo e economista italiano (n. 1874)
- 24 marzo - Harold Laski, politico e politologo inglese (n. 1893)
- 25 marzo - Frank Buck, attore, regista e scrittore statunitense (n. 1884)
- 25 marzo - Albert Lynch, pittore peruviano (n. 1860)
- 25 marzo - Rosario Pasqualino Vassallo, politico e avvocato italiano (n. 1861)
- 26 marzo - Ambrogio Bollati, militare, storico e politico italiano (n. 1871)
- 26 marzo - Antonio Raimondi, magistrato e politico italiano (n. 1860)
- 26 marzo - Augusto Rotondi, italiano (n. 1868)
- 26 marzo - Dink Trout, attore statunitense (n. 1898)
- 27 marzo - Dezső Földes, schermidore ungherese (n. 1880)
- 27 marzo - Gaetano Lama, compositore italiano (n. 1886)
- 29 marzo - Lucien-Victor Guirand de Scévola, pittore e disegnatore francese (n. 1871)
- 29 marzo - Richard Stribeck, ingegnere tedesco (n. 1861)
- 30 marzo - Léon Blum, politico francese (n. 1872)
- 31 marzo - Giuseppe Massarenti, politico e sindacalista italiano (n. 1867)
- 31 marzo - Carlo Morandi, storico e politologo italiano (n. 1904)
- 31 marzo - Pinna Nesbit, attrice canadese (n. 1896)

## Aprile(66)
- 1º aprile - Francis Otto Matthiessen, critico letterario statunitense (n. 1902)
- 1º aprile - Joanni Perronet, schermidore e maestro di scherma francese (n. 1877)
- 2 aprile - Edward Jeffries, politico statunitense (n. 1900)
- 2 aprile - Allan Murnane, attore statunitense (n. 1882)
- 2 aprile - Adolf Wiklund, compositore e direttore d'orchestra svedese (n. 1879)
- 3 aprile - Kurt Weill, compositore e musicista tedesco (n. 1900)
- 5 aprile - Mariano Cordovani, religioso, teologo e docente italiano (n. 1883)
- 5 aprile - Karolina Olsson, svedese (n. 1861)
- 5 aprile - Hiroshi Yoshida, incisore e pittore giapponese (n. 1876)
- 6 aprile - Ermenegildo Nucci, presbitero, storico e storico dell'arte italiano (n. 1881)
- 6 aprile - Louis Wilkins, astista statunitense (n. 1882)
- 7 aprile - Walter Huston, attore canadese (n. 1884)
- 7 aprile - Arturo Torriano, generale italiano (n. 1889)
- 8 aprile - Albert Ehrenstein, scrittore, poeta e critico letterario austriaco (n. 1886)
- 8 aprile - Arnoldo Frigessi di Rattalma, dirigente d'azienda italiano (n. 1881)
- 8 aprile - Teresita González Quevedo, religiosa spagnola (n. 1930)
- 8 aprile - Vaclav Fomič Nižinskij, ballerino e coreografo russo (n. 1889)
- 8 aprile - Ernst Wide, mezzofondista svedese (n. 1888)
- 8 aprile - Uberto di Prussia, principe tedesco (n. 1909)
- 10 aprile - Paolo Bellezza, scrittore e docente italiano (n. 1867)
- 10 aprile - Fevzi Çakmak, politico, generale e patriota turco (n. 1876)
- 11 aprile - José Berraondo, calciatore e allenatore di calcio spagnolo (n. 1878)
- 11 aprile - Bainbridge Colby, politico statunitense (n. 1869)
- 11 aprile - Giulio Longhi, calciatore italiano (n. 1915)
- 12 aprile - Tito Pellicciotti, pittore italiano (n. 1871)
- 13 aprile - Guglielmo Jannelli, poeta e letterato italiano (n. 1895)
- 13 aprile - Saleh al-Ali, rivoluzionario siriano (n. 1884)
- 14 aprile - Vincenzo D'Annibale, pianista, compositore e direttore d'orchestra italiano (n. 1894)
- 14 aprile - Ramana Maharshi, mistico indiano (n. 1879)
- 15 aprile - Hugo Baum, botanico tedesco (n. 1867)
- 15 aprile - Giovanni De Riseis, imprenditore e politico italiano (n. 1872)
- 16 aprile - Anders Peter Nielsen, tiratore a segno danese (n. 1867)
- 16 aprile - Francesca Saverio Savona, religiosa italiana (n. 1897)
- 16 aprile - Madeleine Zillhardt, scrittrice e pittrice francese (n. 1863)
- 19 aprile - Gerald Berners, compositore, scrittore e pittore britannico (n. 1883)
- 19 aprile - Giocondo Fino, compositore italiano (n. 1867)
- 19 aprile - Aylmer Haldane, generale britannico (n. 1862)
- 19 aprile - Antonio Ugo, scultore e medaglista italiano (n. 1870)
- 20 aprile - Kazimierz Pużak, politico polacco (n. 1883)
- 21 aprile - Bernhard von Hülsen, militare tedesco (n. 1865)
- 22 aprile - Francesco Goggia, militare e politico italiano (n. 1871)
- 22 aprile - Karl Kaltenbach, tiratore di fune, discobolo e giavellottista tedesco (n. 1882)
- 22 aprile - John Timothy McNicholas, arcivescovo cattolico irlandese (n. 1877)
- 22 aprile - Nicola Serra, avvocato, politico e antifascista italiano (n. 1867)
- 22 aprile - Nion Tucker, bobbista statunitense (n. 1885)
- 23 aprile - Julian Abele, architetto statunitense (n. 1881)
- 23 aprile - Gemma Bellincioni, soprano italiano (n. 1864)
- 23 aprile - Evemero Nardella, compositore e cantante italiano (n. 1878)
- 23 aprile - Wynand Otto Jan Nieuwenkamp, pittore, incisore e etnologo olandese (n. 1874)
- 23 aprile - Theodor Renner, generale tedesco (n. 1865)
- 24 aprile - Aurelio Biassoni, calciatore italiano (n. 1912)
- 24 aprile - Alfredo de Sá Cardoso, politico e militare portoghese (n. 1864)
- 25 aprile - Guðjón Samúelsson, architetto islandese (n. 1887)
- 25 aprile - Hertha Wambacher, fisica austriaca (n. 1903)
- 26 aprile - Hobart Cavanaugh, attore statunitense (n. 1886)
- 26 aprile - Luigi Garrone, attore italiano (n. 1886)
- 26 aprile - Enrico Quattrini, scultore italiano (n. 1864)
- 26 aprile - Attilio Teruzzi, generale e politico italiano (n. 1882)
- 27 aprile - Karel Koželuh, tennista, calciatore e hockeista su ghiaccio cecoslovacco (n. 1895)
- 27 aprile - Mario Lago, diplomatico italiano (n. 1878)
- 27 aprile - Ted Ranken, tiratore a segno britannico (n. 1875)
- 27 aprile - Karl Straube, organista e direttore di coro tedesco (n. 1873)
- 28 aprile - Oakes Ames, botanico statunitense (n. 1874)
- 28 aprile - Generoso Pope, imprenditore e politico italiano (n. 1891)
- 29 aprile - Peter Eduard Crasemann, generale tedesco (n. 1891)
- 30 aprile - Francesco Jovine, scrittore, giornalista e saggista italiano (n. 1902)

## Maggio(61)
- 1º maggio - Eugène Fraysse, calciatore francese (n. 1870)
- 1º maggio - Georges Leuillieux, nuotatore e pallanuotista francese (n. 1879)
- 3 maggio - Frederick T. Haneman, scrittore statunitense (n. 1862)
- 4 maggio - William Rose Benét, poeta statunitense (n. 1886)
- 4 maggio - Paul Federn, medico e psicoanalista austriaco (n. 1871)
- 4 maggio - Lennart Hannelius, tiratore a segno finlandese (n. 1893)
- 4 maggio - Jaroslav Červený, calciatore cecoslovacco (n. 1895)
- 5 maggio - Henry Boardman Conover, ornitologo statunitense (n. 1892)
- 6 maggio - Víctor Manuel Román y Reyes, politico nicaraguense (n. 1872)
- 6 maggio - Agnes Smedley, giornalista e scrittrice statunitense (n. 1892)
- 7 maggio - Steve Clemente, attore statunitense (n. 1882)
- 7 maggio - Gavino Dessì Deliperi, politico e avvocato italiano (n. 1875)
- 8 maggio - Louis Allis, golfista statunitense (n. 1866)
- 8 maggio - Giovanni Favretto, rugbista a 15 italiano (n. 1922)
- 8 maggio - Torsten Sandelin, ginnasta finlandese (n. 1887)
- 10 maggio - Vasile Aftenie, vescovo cattolico rumeno (n. 1899)
- 10 maggio - Francesco Domenighini, pittore italiano (n. 1860)
- 10 maggio - Francis Leoncini, aviatore e militare italiano (n. 1915)
- 11 maggio - Carlo Casanova, pittore e incisore italiano (n. 1871)
- 11 maggio - Royal Harwood Frost, astronomo statunitense (n. 1879)
- 12 maggio - Charles Kemper, attore statunitense (n. 1900)
- 13 maggio - Corrado Racca, attore e doppiatore italiano (n. 1889)
- 13 maggio - Pauline de Ahna, soprano tedesco (n. 1863)
- 14 maggio - Émile Jeanbrau, medico francese (n. 1873)
- 15 maggio - C. Graham Baker, sceneggiatore e regista statunitense (n. 1883)
- 16 maggio - Arturo Cozzaglio, geologo e ingegnere italiano (n. 1862)
- 16 maggio - Friedrich Gerhard, cavaliere tedesco (n. 1884)
- 16 maggio - Alice Kober, latinista statunitense (n. 1906)
- 16 maggio - Heinz Ludewig, calciatore tedesco (n. 1889)
- 17 maggio - Anton Kolig, pittore austriaco (n. 1886)
- 19 maggio - Peppino Garibaldi, generale e agente segreto italiano (n. 1879)
- 19 maggio - Pina Suriano, religiosa italiana (n. 1915)
- 20 maggio - Dinu Brătianu, politico rumeno (n. 1866)
- 20 maggio - John Gould Fletcher, poeta statunitense (n. 1886)
- 22 maggio - Otto Boehnke, ginnasta e multiplista statunitense (n. 1875)
- 22 maggio - Giovanni Fabbrici, avvocato e politico italiano (n. 1888)
- 22 maggio - Alfonso Quiñónez Molina, politico salvadoregno (n. 1874)
- 23 maggio - Fred Warngård, martellista svedese (n. 1907)
- 24 maggio - Pëtr Trojanskij, ingegnere e inventore russo (n. 1894)
- 24 maggio - Francesco Valagussa, pediatra e politico italiano (n. 1872)
- 24 maggio - Archibald Wavell, I conte Wavell, generale britannico (n. 1883)
- 24 maggio - Yan Huiqing, scrittore, politico e diplomatico cinese (n. 1877)
- 25 maggio - Nicolae Ciupercă, generale e politico rumeno (n. 1882)
- 25 maggio - Markus Glaser, vescovo cattolico rumeno (n. 1880)
- 25 maggio - Isidoro Ngei Ko Lat, educatore birmano (n. 1918)
- 25 maggio - Mario Vergara, presbitero e missionario italiano (n. 1910)
- 27 maggio - Luigi Giampietro, magistrato e politico italiano (n. 1861)
- 27 maggio - Gino Sarrocchi, politico italiano (n. 1870)
- 27 maggio - Vilmos Tkálecz, politico e pedagogista sloveno (n. 1894)
- 28 maggio - Marc Sangnier, giornalista e politico francese (n. 1873)
- 28 maggio - Vicente Sotto, politico, giornalista e scrittore filippino (n. 1877)
- 29 maggio - Wilhelm Bendow, attore tedesco (n. 1884)
- 29 maggio - Tinus van Beurden, calciatore olandese (n. 1893)
- 29 maggio - Luigi De Filpo, pubblicista e politico italiano (n. 1898)
- 29 maggio - Jack Niflot, lottatore statunitense (n. 1881)
- 30 maggio - Bert Angeles, regista, sceneggiatore e attore britannico
- 30 maggio - Léopold Ramus, schermidore francese (n. 1868)
- 30 maggio - Feliks Steuer, linguista, insegnante e scrittore polacco (n. 1889)
- 30 maggio - William Townley, allenatore di calcio e calciatore inglese (n. 1866)
- 30 maggio - Anton von Mailly, scrittore, etnologo e storico austriaco (n. 1874)
- 31 maggio - George Webber, mezzofondista britannico (n. 1895)

## Giugno(41)
- 2 giugno - Giuseppe Crivelli, canottiere italiano (n. 1900)
- 2 giugno - Karl Ludwig Domenigg, alpinista e giornalista austriaco (n. 1867)
- 3 giugno - Ahmad Tajuddin, sovrano bruneiano (n. 1913)
- 3 giugno - Erardo Trentinaglia, compositore italiano (n. 1889)
- 4 giugno - Kazys Grinius, politico lituano (n. 1866)
- 4 giugno - George Cecil Ives, scrittore britannico (n. 1867)
- 4 giugno - La Goya, cantante spagnola (n. 1891)
- 5 giugno - Miklós Bánffy, scrittore e politico ungherese (n. 1873)
- 5 giugno - Douglas Gerrard, attore e regista irlandese (n. 1891)
- 6 giugno - Charles S. Howard, imprenditore statunitense (n. 1877)
- 6 giugno - Alfred Edward Moffat, musicista, compositore e editore scozzese (n. 1863)
- 6 giugno - Giosuè Sanvito, calciatore italiano (n. 1919)
- 6 giugno - William Wadsworth, attore statunitense (n. 1874)
- 8 giugno - Oreste Fares, attore italiano (n. 1885)
- 9 giugno - Edward Asahel Birge, docente statunitense (n. 1851)
- 9 giugno - Gabrielle Bossis, attrice, scrittrice e mistica francese (n. 1874)
- 9 giugno - Denis Auguste Duchêne, generale francese (n. 1862)
- 9 giugno - Henry Harwood, ammiraglio inglese (n. 1888)
- 10 giugno - Teizaburō Sekiya, politico giapponese (n. 1875)
- 11 giugno - Joseph Collins, neurologo statunitense (n. 1866)
- 12 giugno - Jan Vaník, calciatore cecoslovacco (n. 1892)
- 14 giugno - Rrok Kolaj, magistrato e politico albanese (n. 1897)
- 14 giugno - Mario Valabrega, paroliere italiano (n. 1904)
- 16 giugno - Alfred Clark, regista statunitense (n. 1873)
- 22 giugno - Jane Cowl, attrice, commediografa e sceneggiatrice statunitense (n. 1884)
- 23 giugno - Antonio Lanza, arcivescovo cattolico italiano (n. 1905)
- 23 giugno - Alda Levi, archeologa italiana (n. 1890)
- 24 giugno - Charles Lawrance, ingegnere e imprenditore statunitense (n. 1882)
- 24 giugno - Ivan Sergeevič Šmelëv, scrittore russo (n. 1873)
- 25 giugno - Sergio Gon, calciatore italiano (n. 1926)
- 25 giugno - Maurice O'Sullivan, scrittore irlandese (n. 1904)
- 25 giugno - Armando Zucchini, ciclista su strada e ciclocrossista italiano (n. 1907)
- 26 giugno - Camille Danguillaume, ciclista su strada francese (n. 1919)
- 26 giugno - Hans Jørgen Darre-Jenssen, ingegnere e politico norvegese (n. 1864)
- 26 giugno - Antonina Vasil'evna Neždanova, soprano russo (n. 1873)
- 27 giugno - Milada Horáková, giurista e politica cecoslovacca (n. 1901)
- 28 giugno - Makarios II di Cipro, arcivescovo ortodosso e politico cipriota (n. 1870)
- 28 giugno - Edward Childs Carpenter, commediografo e sceneggiatore statunitense (n. 1872)
- 29 giugno - Melitta Bentz, inventrice tedesca (n. 1873)
- 30 giugno - Hermann Betschart, canottiere svizzero (n. 1910)
- 30 giugno - Lodovico Pogliaghi, scultore, pittore e scenografo italiano (n. 1857)

## Luglio(48)
- 1º luglio - Émile Jaques-Dalcroze, pedagogo e compositore svizzero (n. 1865)
- 1º luglio - Mario Pelosini, letterato e docente italiano (n. 1889)
- 1º luglio - Eliel Saarinen, architetto finlandese (n. 1873)
- 1º luglio - Oscar Schiele, nuotatore tedesco (n. 1889)
- 2 luglio - Eligio Pometta, giornalista, politico e storico svizzero (n. 1865)
- 5 luglio - Bill Burgess, nuotatore e pallanuotista inglese (n. 1872)
- 5 luglio - Egidio Galbani, imprenditore italiano (n. 1858)
- 5 luglio - Salvatore Giuliano, brigante italiano (n. 1922)
- 5 luglio - Bob Spears, pistard australiano (n. 1893)
- 6 luglio - Philip Chetwode, I barone Chetwode, generale britannico (n. 1869)
- 6 luglio - Lamberto Landi, compositore italiano (n. 1882)
- 7 luglio - Mario Arisio, generale italiano (n. 1885)
- 7 luglio - Guy Gilpatric, aviatore, giornalista e scrittore statunitense (n. 1896)
- 7 luglio - Hugh Grogan, giocatore di lacrosse statunitense (n. 1872)
- 7 luglio - Fats Navarro, trombettista statunitense (n. 1923)
- 7 luglio - Ferruccio Scattola, pittore italiano (n. 1873)
- 8 luglio - Helen Holmes, attrice e sceneggiatrice statunitense (n. 1893)
- 8 luglio - Paolo Medolaghi, matematico e politico italiano (n. 1873)
- 8 luglio - Siti binti Saad, cantante tanzaniana (n. 1880)
- 8 luglio - Othmar Spann, filosofo, sociologo e economista austriaco (n. 1878)
- 8 luglio - Walter White, calciatore britannico (n. 1882)
- 9 luglio - Isma'il Sidqi, politico egiziano (n. 1875)
- 11 luglio - Buddy DeSylva, compositore, paroliere e produttore discografico statunitense (n. 1895)
- 11 luglio - Lauri Tanner, ginnasta e calciatore finlandese (n. 1890)
- 12 luglio - Edoardo De Albertis, scultore, pittore e illustratore italiano (n. 1874)
- 13 luglio - Zekiye Sultan, principessa ottomana (n. 1872)
- 15 luglio - Heinz-Wolfgang Schnaufer, aviatore tedesco (n. 1922)
- 16 luglio - Ugo Forti, giurista italiano (n. 1878)
- 17 luglio - Evangeline Booth, religiosa britannica (n. 1865)
- 17 luglio - Umberto Notari, giornalista, scrittore e editore italiano (n. 1878)
- 18 luglio - Carl Van Doren, scrittore e critico letterario statunitense (n. 1885)
- 19 luglio - Arthur Newton, maratoneta, mezzofondista e siepista statunitense (n. 1883)
- 21 luglio - Ambrogio Belloni, politico italiano (n. 1864)
- 21 luglio - Rex Ingram, regista, sceneggiatore e produttore cinematografico irlandese (n. 1892)
- 21 luglio - Filippo Iacolino, militare e vescovo cattolico italiano (n. 1895)
- 21 luglio - John C. Woods, militare statunitense (n. 1911)
- 22 luglio - William Lyon Mackenzie King, politico canadese (n. 1874)
- 23 luglio - Shigenori Tōgō, politico giapponese (n. 1882)
- 24 luglio - Basilio Cascella, pittore italiano (n. 1860)
- 24 luglio - Paolo Maroni, ammiraglio italiano (n. 1884)
- 25 luglio - Olle Ericsson, tiratore a segno svedese (n. 1890)
- 25 luglio - Elisabeth Langgässer, scrittrice e poetessa tedesca (n. 1899)
- 26 luglio - Guido Deiro, fisarmonicista, compositore e cantante italiano (n. 1886)
- 29 luglio - Joe Fry, pilota automobilistico britannico (n. 1915)
- 29 luglio - Giovanni Gasparoli, politico italiano (n. 1897)
- 30 luglio - Umberto Fracassini, storico e presbitero italiano (n. 1862)
- 30 luglio - Guilhermina Suggia, violoncellista portoghese (n. 1885)
- 31 luglio - Antonio Baldacci, botanico e geografo italiano (n. 1867)

## Agosto(55)
- 2 agosto - Alberto Costa, vescovo cattolico italiano (n. 1873)
- 2 agosto - Alfréd Eross, vescovo cattolico rumeno (n. 1909)
- 2 agosto - Luigi Lavitrano, cardinale e arcivescovo cattolico italiano (n. 1874)
- 2 agosto - Elisabetta di Lussemburgo, principessa lussemburghese (n. 1901)
- 2 agosto - Giuseppe Rolla, vescovo cattolico italiano (n. 1877)
- 2 agosto - Plinio Romaneschi, paracadutista svizzero (n. 1890)
- 3 agosto - Martha Matilda Harper, imprenditrice, economista e inventrice statunitense (n. 1857)
- 3 agosto - Ture Hedman, ginnasta svedese (n. 1895)
- 4 agosto - Günther Krampf, direttore della fotografia austriaco (n. 1899)
- 4 agosto - Georges-Émile Lebacq, pittore belga (n. 1876)
- 5 agosto - Emil Abderhalden, biochimico svizzero (n. 1877)
- 5 agosto - Carlo Alessandro Conighi, ingegnere italiano (n. 1853)
- 5 agosto - Ramón Platero, allenatore di calcio uruguaiano (n. 1894)
- 5 agosto - Jack Sibbit, pistard britannico (n. 1895)
- 5 agosto - Roza Tamarkina, pianista sovietica (n. 1920)
- 8 agosto - Alfredo Graziani, militare e avvocato italiano (n. 1892)
- 8 agosto - Nikolaj Jakovlevič Mjaskovskij, compositore russo (n. 1881)
- 8 agosto - Giuseppe Zamboni, filosofo e presbitero italiano (n. 1875)
- 9 agosto - Ernst Hollstein, calciatore tedesco (n. 1886)
- 9 agosto - Jock Stewart, pistard britannico (n. 1883)
- 10 agosto - Tadeusz Tomaszewski, politico polacco (n. 1881)
- 12 agosto - Vincenzo Bonaventura Medori, vescovo cattolico italiano (n. 1895)
- 14 agosto - Francesco Fichera, architetto e ingegnere italiano (n. 1881)
- 14 agosto - Lorenzo Rocci, presbitero, grecista e lessicografo italiano (n. 1864)
- 14 agosto - Angelo Simonetti, vescovo cattolico italiano (n. 1861)
- 15 agosto - Carlo Del Lungo, fisico italiano (n. 1867)
- 15 agosto - George Paynter, generale inglese (n. 1880)
- 15 agosto - Jerzy Potulicki-Skórzewski, militare e bobbista polacco (n. 1894)
- 15 agosto - Alice Louise Shepard, statunitense (n. 1874)
- 16 agosto - Zoltán Tóbiás, nuotatore ungherese (n. 1886)
- 18 agosto - Vito Baccarini, cestista e dirigente sportivo italiano (n. 1890)
- 18 agosto - Julien Lahaut, sindacalista e politico belga (n. 1884)
- 19 agosto - Alce Nero, nativo americano (n. 1863)
- 19 agosto - Giovanni Giorgi, ingegnere elettrotecnico e fisico italiano (n. 1871)
- 21 agosto - Edward Capps, filologo classico statunitense (n. 1866)
- 21 agosto - Natalija Konstantinović, principessa montenegrina (n. 1882)
- 23 agosto - Dionisio Anzilotti, giurista e docente italiano (n. 1867)
- 23 agosto - Richard Parke, bobbista statunitense (n. 1893)
- 24 agosto - Pierre Chareau, architetto e designer francese (n. 1883)
- 24 agosto - Arturo Alessandri Palma, avvocato e politico cileno (n. 1868)
- 24 agosto - Becher Gale, canottiere canadese (n. 1887)
- 24 agosto - Vasilij Nikolaevič Gordov, generale sovietico (n. 1896)
- 24 agosto - Grigorij Ivanovič Kulik, generale e politico sovietico (n. 1890)
- 24 agosto - Maria Melato, attrice italiana (n. 1885)
- 24 agosto - Ernst Wiechert, scrittore tedesco (n. 1887)
- 25 agosto - Almidano Artifoni, insegnante italiano (n. 1873)
- 25 agosto - Pietro Bulloni, avvocato e politico italiano (n. 1895)
- 25 agosto - Margarete Ferida, attrice tedesca (n. 1875)
- 25 agosto - Luigi Marangoni, ingegnere italiano (n. 1872)
- 26 agosto - Giuseppe De Luca, baritono italiano (n. 1876)
- 26 agosto - Ransom Eli Olds, imprenditore statunitense (n. 1864)
- 27 agosto - Cesare Pavese, scrittore, poeta e traduttore italiano (n. 1908)
- 28 agosto - Angiolo Badiani, politico, avvocato e banchiere italiano (n. 1877)
- 29 agosto - Maria Elisabetta Mazza, religiosa italiana (n. 1886)
- 31 agosto - Pere Tarrés i Claret, presbitero spagnolo (n. 1905)

## Settembre(55)
- 1º settembre - Fritz Kampers, attore tedesco (n. 1891)
- 1º settembre - Maciej Nowicki, architetto polacco (n. 1910)
- 1º settembre - Taddeo Orlando, generale e politico italiano (n. 1885)
- 2 settembre - Agostino D'Incà, politico e antifascista italiano (n. 1893)
- 2 settembre - Frank Graham, conduttore radiofonico e doppiatore statunitense (n. 1914)
- 2 settembre - Léon Gurekian, architetto armeno (n. 1871)
- 2 settembre - Giuseppe Moreschi, ciclista su strada italiano (n. 1871)
- 3 settembre - Giuseppe Focosi, calciatore italiano (n. 1904)
- 3 settembre - Gaetano Pasotti, missionario e vescovo cattolico italiano (n. 1890)
- 3 settembre - Traian Vuia, inventore romeno (n. 1872)
- 4 settembre - Max Davidson, attore tedesco (n. 1875)
- 4 settembre - Indra Rajya Lakshmi Devi, principessa nepalese (n. 1926)
- 4 settembre - Pieter Franciscus Dierckx, pittore belga (n. 1871)
- 6 settembre - Mariano Costa, politico e antifascista italiano (n. 1879)
- 6 settembre - Olaf Stapledon, scrittore e filosofo britannico (n. 1886)
- 7 settembre - Adolphe Cayron, pistard francese (n. 1878)
- 8 settembre - Domenico Emanuelli, medico e politico italiano (n. 1910)
- 8 settembre - Hanka Ordonówna, attrice, ballerina e cantante polacca (n. 1902)
- 9 settembre - Flora Parker DeHaven, attrice statunitense (n. 1883)
- 9 settembre - Lawrence York Spear, ufficiale statunitense (n. 1870)
- 10 settembre - Joe Bordeaux, attore statunitense (n. 1886)
- 10 settembre - Alfred Larsen, velista norvegese (n. 1863)
- 10 settembre - Raymond Sommer, pilota di Formula 1 francese (n. 1906)
- 11 settembre - Elisa Ciccodicola, pianista italiana (n. 1854)
- 11 settembre - Jan Smuts, filosofo, militare e politico sudafricano (n. 1870)
- 13 settembre - Sara Allgood, attrice irlandese (n. 1879)
- 13 settembre - Pietro Pella, calciatore italiano (n. 1894)
- 14 settembre - Marius Eriksen, ginnasta norvegese (n. 1886)
- 14 settembre - Henry Homburger, bobbista statunitense (n. 1902)
- 15 settembre - Ragnar Berg, ginnasta e multiplista statunitense (n. 1879)
- 15 settembre - Giovanni Drei, archivista e storico italiano (n. 1881)
- 16 settembre - Pedro de Cordoba, attore statunitense (n. 1881)
- 16 settembre - Mauro Taccola, calciatore italiano (n. 1924)
- 17 settembre - Percy Standing, attore inglese (n. 1882)
- 21 settembre - Edward Arthur Milne, astronomo e matematico britannico (n. 1896)
- 21 settembre - Tat'jana L'vovna Tolstaja, attivista russa (n. 1864)
- 22 settembre - Merritt Lyndon Fernald, botanico statunitense (n. 1873)
- 23 settembre - Sam Barry, allenatore di pallacanestro, allenatore di football americano e allenatore di baseball statunitense (n. 1892)
- 24 settembre - Vittoria d'Assia-Darmstadt, principessa tedesca (n. 1863)
- 24 settembre - Humphrey Jennings, regista inglese (n. 1907)
- 24 settembre - Massimo Lenchantin de Gubernatis, latinista e metricista italiano (n. 1884)
- 24 settembre - Rinaldo Panzarasa, avvocato e imprenditore italiano (n. 1877)
- 25 settembre - Aleksandr Jakovlevič Tairov, attore teatrale, regista teatrale e critico teatrale russo (n. 1885)
- 25 settembre - George Kingsley Zipf, linguista statunitense (n. 1902)
- 26 settembre - Mario Gallina, attore e doppiatore italiano (n. 1889)
- 27 settembre - Maximilian von Waldburg-Wolfegg-Waldsee, principe e politico tedesco (n. 1863)
- 28 settembre - Joë Bousquet, poeta francese (n. 1897)
- 28 settembre - Vladimír Hurban Vladimírov, drammaturgo, scrittore e pastore protestante slovacco (n. 1884)
- 29 settembre - Robert Clark, biologo e esploratore scozzese (n. 1882)
- 29 settembre - Abel Hermant, scrittore e drammaturgo francese (n. 1862)
- 29 settembre - Duarte Leite, politico, matematico e storico portoghese (n. 1864)
- 29 settembre - Gerald Loxley, aviatore e militare britannico (n. 1885)
- 30 settembre - Friedrich Fehér, attore, regista e sceneggiatore austriaco (n. 1889)
- 30 settembre - Pietro Piraino, scultore italiano (n. 1878)
- 30 settembre - Lynn St. John, allenatore di pallacanestro statunitense (n. 1876)

## Ottobre(71)
- 1º ottobre - Aleksej Aleksandrovič Kuznecov, politico e militare sovietico (n. 1905)
- 1º ottobre - Michail Ivanovič Rodionov, politico sovietico (n. 1907)
- 1º ottobre - Nikolaj Alekseevič Voznesenskij, politico e economista sovietico (n. 1903)
- 2 ottobre - Theodor Malm, calciatore svedese (n. 1889)
- 2 ottobre - Jean-Pierre Stock, canottiere francese (n. 1900)
- 3 ottobre - Betzy Kjelsberg, attivista norvegese (n. 1866)
- 3 ottobre - Giacomo Reggio, ingegnere e politico italiano (n. 1858)
- 3 ottobre - Pantelejmon Petrovič Sazonov, regista cinematografico russo (n. 1895)
- 4 ottobre - Charles Sabini, mafioso britannico (n. 1888)
- 4 ottobre - Giovanni Secchi, pittore italiano (n. 1876)
- 5 ottobre - Robert Beale, calciatore inglese (n. 1884)
- 5 ottobre - George Desvallières, pittore francese (n. 1861)
- 5 ottobre - Frederic Lewy, neurologo tedesco (n. 1885)
- 6 ottobre - Louis Chatelain, storico, archeologo e docente francese (n. 1883)
- 6 ottobre - David Wiman, ginnasta svedese (n. 1884)
- 7 ottobre - Willis Haviland Carrier, ingegnere e inventore statunitense (n. 1876)
- 7 ottobre - Louis Halphen, storico francese (n. 1880)
- 8 ottobre - Gustavino, illustratore italiano (n. 1881)
- 9 ottobre - George Hainsworth, hockeista su ghiaccio canadese (n. 1895)
- 9 ottobre - Nicolai Hartmann, filosofo tedesco (n. 1882)
- 9 ottobre - Stanisław Szeptycki, generale e politico polacco (n. 1867)
- 10 ottobre - Josef Straßberger, sollevatore tedesco (n. 1894)
- 11 ottobre - Álvaro Figueroa y Torres, politico e imprenditore spagnolo (n. 1863)
- 11 ottobre - Pauline Lord, attrice statunitense (n. 1890)
- 11 ottobre - Wally O'Connor, nuotatore e pallanuotista statunitense (n. 1903)
- 11 ottobre - Friedrich Ranke, filologo tedesco (n. 1882)
- 11 ottobre - Thierry Sandre, scrittore, poeta e saggista francese (n. 1891)
- 11 ottobre - Wilhelm Schmieger, calciatore austriaco (n. 1887)
- 11 ottobre - Edwin Sutherland, criminologo statunitense (n. 1883)
- 12 ottobre - Charles Gmelin, velocista britannico (n. 1872)
- 13 ottobre - Carlo Albizzati, archeologo e numismatico italiano (n. 1888)
- 13 ottobre - Attilio Cabiati, economista italiano (n. 1872)
- 13 ottobre - František Švantner, scrittore slovacco (n. 1912)
- 14 ottobre - António Maria da Silva, politico portoghese (n. 1872)
- 14 ottobre - Ernesto Vighi, scultore italiano (n. 1894)
- 15 ottobre - Clément Doucet, pianista belga (n. 1895)
- 15 ottobre - John Holloway, multiplista britannico (n. 1878)
- 15 ottobre - Misia Sert, pianista e modella russa (n. 1872)
- 16 ottobre - Christy Cabanne, regista, sceneggiatore e attore statunitense (n. 1888)
- 16 ottobre - Giuseppe Sacheri, pittore italiano (n. 1863)
- 16 ottobre - Isaac Westergren, velocista svedese (n. 1875)
- 17 ottobre - Gordon Wiles, scenografo e regista statunitense (n. 1904)
- 18 ottobre - Per Bergman, velista svedese (n. 1886)
- 18 ottobre - Giuseppe Borgatti, tenore italiano (n. 1871)
- 19 ottobre - Giulio Catoni, scienziato italiano (n. 1869)
- 19 ottobre - Edna St. Vincent Millay, poetessa statunitense (n. 1892)
- 20 ottobre - Henry Stimson, politico statunitense (n. 1867)
- 21 ottobre - Pablo Chávez Aguilar, compositore e presbitero peruviano (n. 1899)
- 21 ottobre - Felice Ferrari Pallavicino, prefetto e politico italiano (n. 1878)
- 23 ottobre - Tommaso Arnoni, avvocato e politico italiano (n. 1877)
- 23 ottobre - Al Jolson, cantante, attore e compositore russo (n. 1886)
- 23 ottobre - Ernest Edward Kellett, scrittore inglese (n. 1864)
- 23 ottobre - Alfredo Proia, giornalista, produttore cinematografico e politico italiano (n. 1890)
- 23 ottobre - Harald Schønfeldt, calciatore norvegese (n. 1896)
- 24 ottobre - Marcella Boveri, biologa statunitense (n. 1863)
- 24 ottobre - Angelo Bovi, allenatore di pallacanestro italiano
- 25 ottobre - Armeno Armeni, pittore e poeta italiano (n. 1870)
- 25 ottobre - Alberto Barton, medico e microbiologo peruviano (n. 1870)
- 25 ottobre - Yi Kwang-su, scrittore, giornalista e attivista sudcoreano (n. 1892)
- 27 ottobre - Aurelio Nicolodi, educatore italiano (n. 1894)
- 28 ottobre - Giovanni Bertinetti, scrittore e commediografo italiano (n. 1872)
- 28 ottobre - Maurice Costello, attore e regista statunitense (n. 1877)
- 28 ottobre - Bevan Sharpless, astronomo statunitense (n. 1904)
- 28 ottobre - Joseph Wright, canottiere canadese (n. 1864)
- 29 ottobre - Amerigo Crispo, avvocato e politico italiano (n. 1886)
- 29 ottobre - Gustavo V di Svezia, sovrano svedese (n. 1858)
- 30 ottobre - Onni Pellinen, lottatore finlandese (n. 1899)
- 30 ottobre - Borys Verlins'kyj, scacchista ucraino (n. 1888)
- 31 ottobre - Frank Couzens, politico statunitense (n. 1902)
- 31 ottobre - Giacomo Gorrini, storico e diplomatico italiano (n. 1859)
- 31 ottobre - Sami al-Hinnawi, militare e politico siriano (n. 1898)

## Novembre(75)
- 1º novembre - Bibhutibhushan Bandyopadhyay, scrittore indiano (n. 1894)
- 1º novembre - Luigi Gallino, pianista e direttore d'orchestra italiano (n. 1887)
- 1º novembre - Heinrich Tessenow, architetto e urbanista tedesco (n. 1876)
- 1º novembre - Griselio Torresola, criminale portoricano (n. 1925)
- 2 novembre - Theodor Breher, vescovo cattolico e missionario tedesco (n. 1889)
- 2 novembre - Kurt Schmitt, economista e politico tedesco (n. 1886)
- 2 novembre - George Bernard Shaw, scrittore, drammaturgo e linguista irlandese (n. 1856)
- 3 novembre - Kuniaki Koiso, politico e generale giapponese (n. 1880)
- 4 novembre - Grover Cleveland Alexander, giocatore di baseball statunitense (n. 1887)
- 4 novembre - Theodor Duesterberg, politico e militare tedesco (n. 1875)
- 4 novembre - Ernst Heinicker, militare tedesco (n. 1906)
- 5 novembre - Angelo Barabino, pittore italiano (n. 1883)
- 5 novembre - Adriano Fiori, medico, botanico e micologo italiano (n. 1865)
- 5 novembre - Giovanni Battista Pellizzi, psichiatra italiano (n. 1865)
- 6 novembre - Oscar Tschirky, scrittore svizzero (n. 1866)
- 7 novembre - Josef Hassid, violinista polacco (n. 1923)
- 8 novembre - Frederik Poulsen, archeologo danese (n. 1876)
- 9 novembre - Hermann Wraschtil, mezzofondista e siepista austriaco (n. 1879)
- 10 novembre - Attilio Andreoli, pittore italiano (n. 1877)
- 10 novembre - Jean Biondi, politico francese (n. 1909)
- 10 novembre - Franca Florio, nobildonna e socialite italiana (n. 1873)
- 10 novembre - Giacomo Inaudi, italiano (n. 1867)
- 11 novembre - Pierre-Jules Boulanger, progettista francese (n. 1885)
- 11 novembre - Giuseppe Del Campo, violoncellista e direttore d'orchestra italiano (n. 1890)
- 11 novembre - Alexandros Diomidis, politico e economista greco (n. 1875)
- 11 novembre - Hans Kraly, attore e sceneggiatore tedesco (n. 1884)
- 11 novembre - José de Jesús López y González, vescovo cattolico messicano (n. 1872)
- 11 novembre - Henry Weyland, ginnasta e multiplista statunitense (n. 1873)
- 12 novembre - Lesley Ashburner, ostacolista statunitense (n. 1883)
- 12 novembre - Hryhorij Lakota, vescovo cattolico ucraino (n. 1893)
- 12 novembre - Julia Marlowe, attrice teatrale statunitense (n. 1865)
- 12 novembre - Sergej Aleksandrovič Goleniščev-Kutuzov, ufficiale russo (n. 1885)
- 13 novembre - Evangelina Bottero, insegnante e divulgatrice scientifica italiana (n. 1859)
- 13 novembre - Carlos Delgado Chalbaud, politico e militare venezuelano (n. 1909)
- 13 novembre - Juan Monjardín, calciatore spagnolo (n. 1903)
- 13 novembre - Jacques Moujica, ciclista su strada francese (n. 1925)
- 13 novembre - Antonina Leont'evna Zubkova, militare sovietica (n. 1920)
- 14 novembre - Doodie Bloomfield, cestista canadese (n. 1918)
- 14 novembre - Emilio Parma, pittore italiano (n. 1874)
- 14 novembre - Quirino Perfetto, sindacalista e anarchico italiano (n. 1888)
- 14 novembre - Nils Regnell, nuotatore svedese (n. 1884)
- 15 novembre - Vincent Matthews, calciatore inglese (n. 1886)
- 15 novembre - Fernand Ravoux, ginnasta francese (n. 1876)
- 16 novembre - Ercolano Marini, arcivescovo cattolico, teologo e scrittore italiano (n. 1866)
- 17 novembre - Vilhelm Lange, ginnasta danese (n. 1893)
- 18 novembre - Gerardus van der Leeuw, storico delle religioni, egittologo e teologo olandese (n. 1890)
- 19 novembre - Tom Brindle, politico neozelandese (n. 1878)
- 20 novembre - Francesco Cilea, compositore italiano (n. 1866)
- 20 novembre - Erle Cox, giornalista e scrittore di fantascienza australiano (n. 1873)
- 20 novembre - Luigi Filippo De Magistris, geografo italiano (n. 1872)
- 20 novembre - Peppino Spadaro, attore italiano (n. 1898)
- 20 novembre - Adolf Spinnler, ginnasta e multiplista svizzero (n. 1879)
- 20 novembre - Tommaso Valerio Valeri, arcivescovo cattolico italiano (n. 1865)
- 21 novembre - Vittorio Cordero di Montezemolo, generale e aviatore italiano (n. 1862)
- 22 novembre - Vittorio Spreti, genealogista, storico e araldista italiano (n. 1887)
- 23 novembre - Abd al-Hamid Karame, politico libanese (n. 1890)
- 23 novembre - Hermann Haller, scultore svizzero (n. 1880)
- 23 novembre - Jean Hyacinthe Vincent, docente e medico francese (n. 1862)
- 23 novembre - Ferdinand Juriga, patriota e presbitero slovacco (n. 1874)
- 23 novembre - Giovanni Lorenzoni, poeta e letterato italiano (n. 1884)
- 24 novembre - Henryk Grossman, economista, storico e attivista tedesco (n. 1881)
- 25 novembre - Patrick James Byrne, vescovo cattolico e missionario statunitense (n. 1888)
- 25 novembre - Betty Francisco, attrice statunitense (n. 1900)
- 25 novembre - Johannes Vilhelm Jensen, scrittore e poeta danese (n. 1873)
- 25 novembre - Hans Piffrader, scultore italiano (n. 1888)
- 25 novembre - Luigi Tiscornia, militare e politico italiano (n. 1862)
- 26 novembre - Edward Cavendish, X duca di Devonshire, nobile britannico (n. 1895)
- 29 novembre - Walter Herschel Beech, imprenditore e aviatore statunitense (n. 1891)
- 29 novembre - Helge Ekroth, calciatore svedese (n. 1892)
- 29 novembre - Biagio Longo, botanico italiano (n. 1872)
- 29 novembre - Teodoro Morisani, medico e politico italiano (n. 1874)
- 29 novembre - Émile Torchebœuf, lunghista e astista francese (n. 1876)
- 29 novembre - Frederic Zelnik, regista, attore e produttore cinematografico tedesco (n. 1885)
- 30 novembre - Werner Haase, medico e militare tedesco (n. 1900)
- 30 novembre - Francesco Zingales, generale italiano (n. 1884)

## Dicembre(81)
- 1º dicembre - Ernest John Moeran, compositore inglese (n. 1894)
- 2 dicembre - Adolfo Betti, violinista italiano (n. 1875)
- 2 dicembre - Dinu Lipatti, pianista e docente rumeno (n. 1917)
- 3 dicembre - Pavel Petrovič Bažov, scrittore e politico sovietico (n. 1879)
- 3 dicembre - Pietro Bellotti, sindacalista, politico e antifascista italiano (n. 1867)
- 4 dicembre - Jesse L. Brown, ufficiale statunitense (n. 1926)
- 5 dicembre - Sri Aurobindo, filosofo e mistico indiano (n. 1872)
- 5 dicembre - Otto Fleischmann, calciatore cecoslovacco (n. 1906)
- 5 dicembre - Dominique Ravoux, ginnasta francese (n. 1878)
- 6 dicembre - Pietro Lana, calciatore italiano (n. 1889)
- 6 dicembre - Vavro Šrobár, politico slovacco (n. 1867)
- 7 dicembre - Sebastiano Arturo Luciani, compositore, musicologo e critico cinematografico italiano (n. 1884)
- 7 dicembre - Evelyn Selbie, attrice statunitense (n. 1871)
- 7 dicembre - Wojciech Weiss, pittore e disegnatore polacco (n. 1875)
- 9 dicembre - Tytus Maksymilian Huber, ingegnere polacco (n. 1872)
- 9 dicembre - Oscar Osthoff, sollevatore statunitense (n. 1883)
- 9 dicembre - Gino Starace, pittore e illustratore italiano (n. 1859)
- 10 dicembre - Giuseppe Firrao, politico italiano (n. 1895)
- 10 dicembre - Semën Ljudvigovič Frank, filosofo e psicologo russo (n. 1877)
- 10 dicembre - Kim Kyu-sik, politico e patriota sudcoreano (n. 1881)
- 10 dicembre - Bruno Sanguinetti, politico italiano (n. 1909)
- 11 dicembre - Annibale Betrone, attore e regista italiano (n. 1883)
- 11 dicembre - Leslie John Comrie, astronomo neozelandese (n. 1893)
- 11 dicembre - Juho Heiskanen, militare e politico finlandese (n. 1889)
- 11 dicembre - Rudolf Karsch, pistard tedesco (n. 1913)
- 11 dicembre - Nagaoka Hantarō, fisico giapponese (n. 1865)
- 11 dicembre - Ernesto II di Hohenlohe-Langenburg, principe tedesco (n. 1863)
- 12 dicembre - Luigi Biancheri, ammiraglio italiano (n. 1891)
- 12 dicembre - Luigi Bosisio, calciatore, dirigente sportivo e arbitro di calcio italiano (n. 1869)
- 12 dicembre - Peter Fraser, politico neozelandese (n. 1884)
- 12 dicembre - Al Giebler, sceneggiatore statunitense (n. 1872)
- 12 dicembre - Paolo Schicchi, anarchico italiano (n. 1865)
- 12 dicembre - Wilf Wild, allenatore di calcio inglese (n. 1893)
- 13 dicembre - Abraham Wald, matematico e statistico ungherese (n. 1902)
- 14 dicembre - Kalle Aalto, politico finlandese (n. 1884)
- 14 dicembre - Eduino Maoro, architetto italiano (n. 1875)
- 14 dicembre - Igor' Andreevič Savčenko, regista cinematografico sovietico (n. 1906)
- 15 dicembre - Ernst Boepple, militare tedesco (n. 1887)
- 15 dicembre - Vallabhbhai Patel, politico indiano (n. 1875)
- 15 dicembre - Ernesto Pietriboni, avvocato, giornalista e politico italiano (n. 1874)
- 16 dicembre - Fernando Gelich, generale italiano (n. 1889)
- 16 dicembre - Ettore Giuria, militare e politico italiano (n. 1865)
- 17 dicembre - Goffredo Jaja, geografo italiano (n. 1874)
- 17 dicembre - Friedrich-Carl Peus, politico tedesco (n. 1871)
- 18 dicembre - Johnny Hyde, statunitense (n. 1895)
- 19 dicembre - Gastone Razzaguta, scrittore, pittore e critico d'arte italiano (n. 1890)
- 19 dicembre - Théodore Steeg, politico francese (n. 1868)
- 19 dicembre - Bernard Tucker, ornitologo britannico (n. 1901)
- 20 dicembre - Enrico Mizzi, politico maltese (n. 1885)
- 21 dicembre - Aliya di Hejaz, principessa araba (n. 1911)
- 21 dicembre - May Butcher, scrittrice maltese (n. 1886)
- 21 dicembre - Hattie Caraway, politica statunitense (n. 1878)
- 21 dicembre - Edwin Foster Coddington, astronomo statunitense (n. 1870)
- 21 dicembre - Konrad von Preysing Lichtenegg Moos, cardinale e vescovo cattolico tedesco (n. 1880)
- 21 dicembre - Trilussa, poeta, scrittore e giornalista italiano (n. 1871)
- 22 dicembre - Walter Damrosch, compositore e direttore d'orchestra tedesco (n. 1862)
- 22 dicembre - Frederick Freake, giocatore di polo inglese (n. 1876)
- 22 dicembre - Bernhoff Hansen, lottatore norvegese (n. 1877)
- 23 dicembre - Juan Botasso, calciatore argentino (n. 1908)
- 23 dicembre - Vincenzo Tommasini, compositore italiano (n. 1878)
- 23 dicembre - Walton Walker, generale statunitense (n. 1889)
- 24 dicembre - Lev Semënovič Berg, biologo e geografo russo (n. 1876)
- 24 dicembre - Gertrude Elliott, attrice statunitense (n. 1874)
- 25 dicembre - Frank MacQuarrie, attore statunitense (n. 1875)
- 25 dicembre - Ragnar Wickström, calciatore finlandese (n. 1892)
- 26 dicembre - James Stephens, scrittore, giornalista e poeta irlandese (n. 1880)
- 26 dicembre - Xavier Villaurrutia, scrittore, poeta e drammaturgo messicano (n. 1903)
- 26 dicembre - Liane de Pougy, ballerina e scrittrice francese (n. 1869)
- 27 dicembre - Max Beckmann, pittore tedesco (n. 1884)
- 28 dicembre - William Garwood, attore e regista statunitense (n. 1884)
- 28 dicembre - Charles Leslie Johnson, compositore statunitense (n. 1876)
- 28 dicembre - Bronisław Rakowski, generale polacco (n. 1895)
- 29 dicembre - Ortensio Banzola, pittore italiano (n. 1894)
- 29 dicembre - Giuseppe Fagiolari, magistrato e politico italiano (n. 1875)
- 29 dicembre - Emil Mörsch, ingegnere tedesco (n. 1872)
- 29 dicembre - Theodor Ziehen, neurologo, psichiatra e filosofo tedesco (n. 1862)
- 30 dicembre - Conrad Christensen, ginnasta norvegese (n. 1882)
- 30 dicembre - Mihail Manoilescu, politico e economista rumeno (n. 1891)
- 30 dicembre - Giuseppe Savini, violinista italiano (n. 1883)
- 31 dicembre - Charles Koechlin, compositore francese (n. 1867)
- 31 dicembre - Karl Renner, politico austriaco (n. 1870)

## Senza giorno specificato(69)
- Arturo Acevedo Vallarino, regista e drammaturgo colombiano (n. 1873)
- Antonio Agustoni, ingegnere italiano (n. 1879)
- Cesare Aimonetti, topografo e geodeta italiano (n. 1868)
- Armand Apol, pittore belga (n. 1879)
- Johan Israel Axel Arrhenius, botanico finlandese (n. 1858)
- Thomas Bentley, regista, sceneggiatore e attore inglese (n. 1880)
- Francesco Brici, pittore italiano (n. 1870)
- Friedrich Bronsart von Schellendorf, militare e politico tedesco (n. 1864)
- Archimede Campini, scultore italiano (n. 1884)
- Antonio Carini, batteriologo italiano (n. 1872)
- José María Carnicero, illustratore spagnolo (n. 1911)
- Giuseppe Ciocca, scrittore italiano (n. 1867)
- Benedetto Condorelli, pittore italiano (n. 1878)
- Augusto d'Halmar, scrittore cileno (n. 1880)
- Ewald Dahlskog, designer svedese (n. 1894)
- Ferdinando De Cinque, politico e avvocato italiano (n. 1876)
- Alessandro de Col, canottiere e dirigente sportivo italiano
- Scipione Del Giudice, canottiere italiano (n. 1888)
- Giacomo Desenzani, generale italiano (n. 1863)
- Edmondo Dodsworth, poeta e saggista italiano (n. 1877)
- Emilio Dulio, politico italiano (n. 1859)
- Ismail Mire Elmi, poeta e militare somalo (n. 1862)
- Walter Eucken, economista tedesco (n. 1891)
- Luigi Ferrara, giurista italiano (n. 1875)
- Otto Robert Fricke, chimico tedesco (n. 1895)
- Domenico Gaido, regista, sceneggiatore e costumista italiano (n. 1875)
- Luigi Gussalli, ingegnere e inventore italiano (n. 1885)
- Albert Herter, pittore e artista statunitense (n. 1871)
- Sergej Hessen, pedagogista russo (n. 1887)
- Red Hodges, giocatore di poker statunitense
- Josefina Huguet, soprano spagnola (n. 1871)
- Ryūkichi Inada, medico giapponese (n. 1874)
- Bohumil Jelínek, calciatore boemo
- Vladislav Jelínek, calciatore boemo
- Patrick Keohane, marinaio e esploratore irlandese (n. 1879)
- Antonín Kučera, calciatore boemo
- Dodge MacKnight, pittore statunitense (n. 1860)
- Edoardo Marconi, artigiano e orologiaio italiano (n. 1866)
- Alfonso Maria Massari, esploratore italiano (n. 1854)
- Salvatore Messina, magistrato e giurista italiano (n. 1882)
- Franco Navarra, attore italiano (n. 1919)
- Paolo Nulli, politico italiano (n. 1882)
- Bobby Parker, calciatore e allenatore di calcio scozzese (n. 1891)
- Josef Pelikán, calciatore boemo
- Ernst Poetsch, calciatore tedesco (n. 1883)
- Elizabeth Polunin, scenografa e pittrice britannica (n. 1887)
- Alfredo Pucci, compositore, direttore di banda e editore italiano (n. 1902)
- Merle Randall, chimico e fisico statunitense (n. 1888)
- Helen Rowland, giornalista e umorista statunitense (n. 1875)
- Pierre Roy, pittore francese (n. 1880)
- Jack Salvatori, regista italiano (n. 1901)
- Gaetano Samoggia, scultore e decoratore italiano (n. 1870)
- Hugó Scheiber, pittore ungherese (n. 1873)
- A.S.D. Smith, scrittore, linguista e insegnante britannico (n. 1883)
- Hailu Tecla Haimanot, militare etiope (n. 1868)
- Domenico Tosetti, antifascista e poliziotto italiano (n. 1924)
- Robert Travers Herford, presbitero britannico (n. 1860)
- Friedrich Uebelhoer, politico e militare tedesco (n. 1893)
- Ettore Varini, generale e dirigente sportivo italiano (n. 1867)
- Spyros Vellas, tiratore di fune e discobolo greco (n. 1883)
- Filippo Virgilii, statistico italiano (n. 1865)
- Paul Vulliaud, scrittore, traduttore e pittore francese (n. 1875)
- Robert Whigham, militare britannico (n. 1865)
- Xi Qia, politico, generale e diplomatico cinese (n. 1883)
- Khalid II bin Ahmad al-Qasimi, sovrano emiratino
- Nura bint 'Abd al-Rahman Al Sa'ud, principessa saudita (n. 1875)
- Joseph d'Arbaud, scrittore francese (n. 1874)
- Jaime de Angulo, linguista, etnologo e scrittore spagnolo (n. 1887)
- Cornelius Johannes van der Aa, pittore olandese (n. 1883)